# Aeroportul Municipal Las Vegas
Aeroportul Municipal Las Vegas (IATA: LVS, ICAO: KLVS, FAA LID: LVS) este un aeroport din Comitatul San Miguel, New Mexico, New Mexico, Statele Unite ale Americii ce deservește zona Las Vegas. Aeroportul a fost tranzitat în 2019 de 12 pasageri. A fost numit după zona deservită.
Situat la o altitudine de 2.096 m, aeroportul dispune de 2 piste.

## Infrastructură

### Piste
Aeroportul dispune de 2 piste. Pista 02/20 are suprafața de asfalt și dimensiunile 5.006 picioare × 75 picioare. Pista 14/32 are suprafața de asfalt și dimensiunile 8.199 picioare × 75 picioare. 